# Ауриго
Аурѝго (на италиански: Aurigo; на лигурски: Auìgo, Ауиго) е село и община в Северна Италия, провинция Империя, регион Лигурия. Разположено е на 431 m надморска височина. Населението на общината е 341 души (към 2011 г.).